# Bratwursthaus

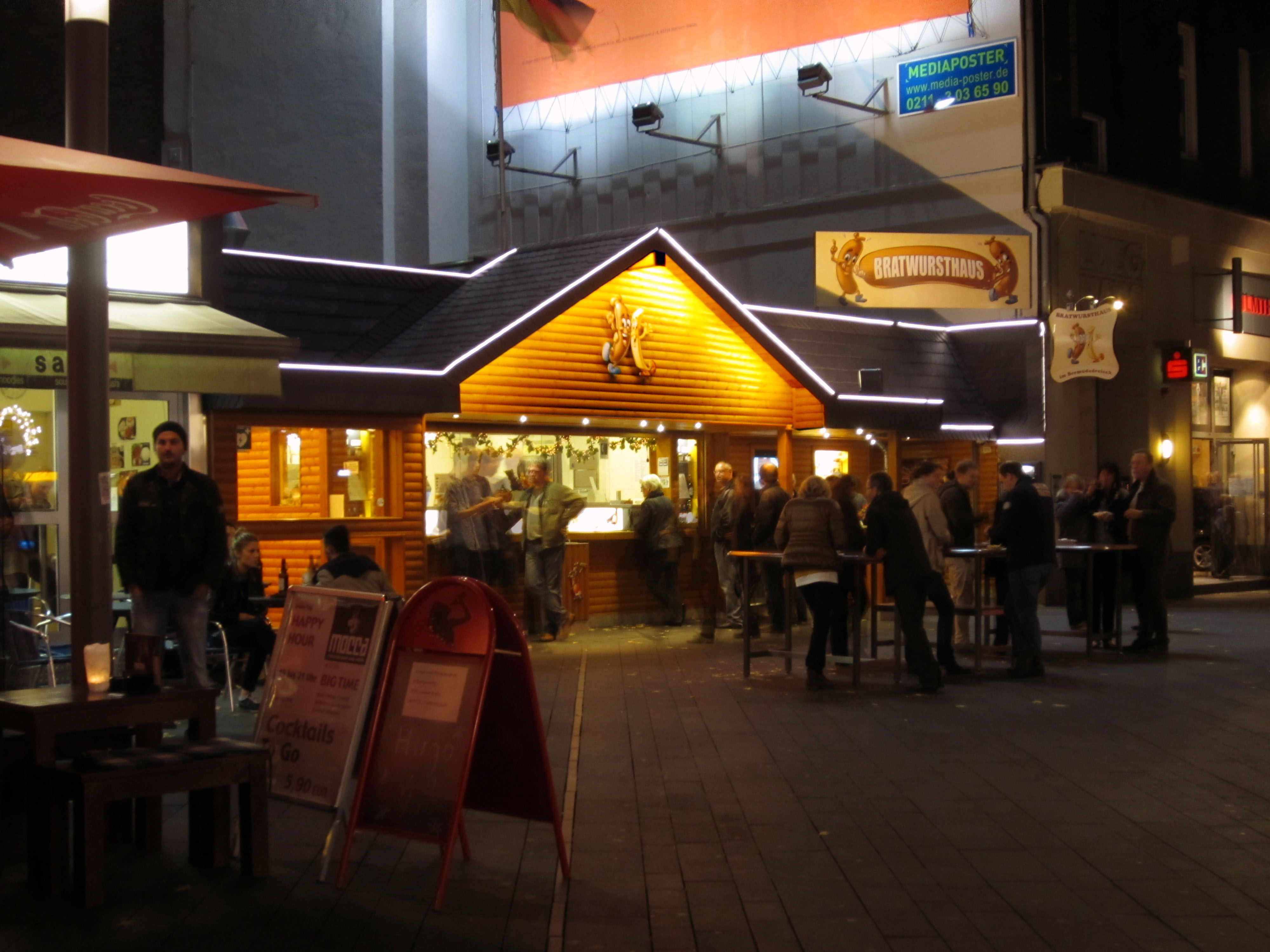
Das Bratwursthaus bei Nacht, 2012

Das Bratwursthaus (früher Bratwursthäuschen) ist eine traditionsreiche Imbissbude in der Bochumer Innenstadt. Sie liegt im Zentrum des sogenannten Bermuda3ecks neben dem Friedrich-Lueg-Haus nahe der Stadtbahn-Station Bermudadreieck Musikforum. Die dort angebotene Currywurst gilt als eine der kulinarischen Attraktionen der Ruhrgebietsstadt.

## Geschichte

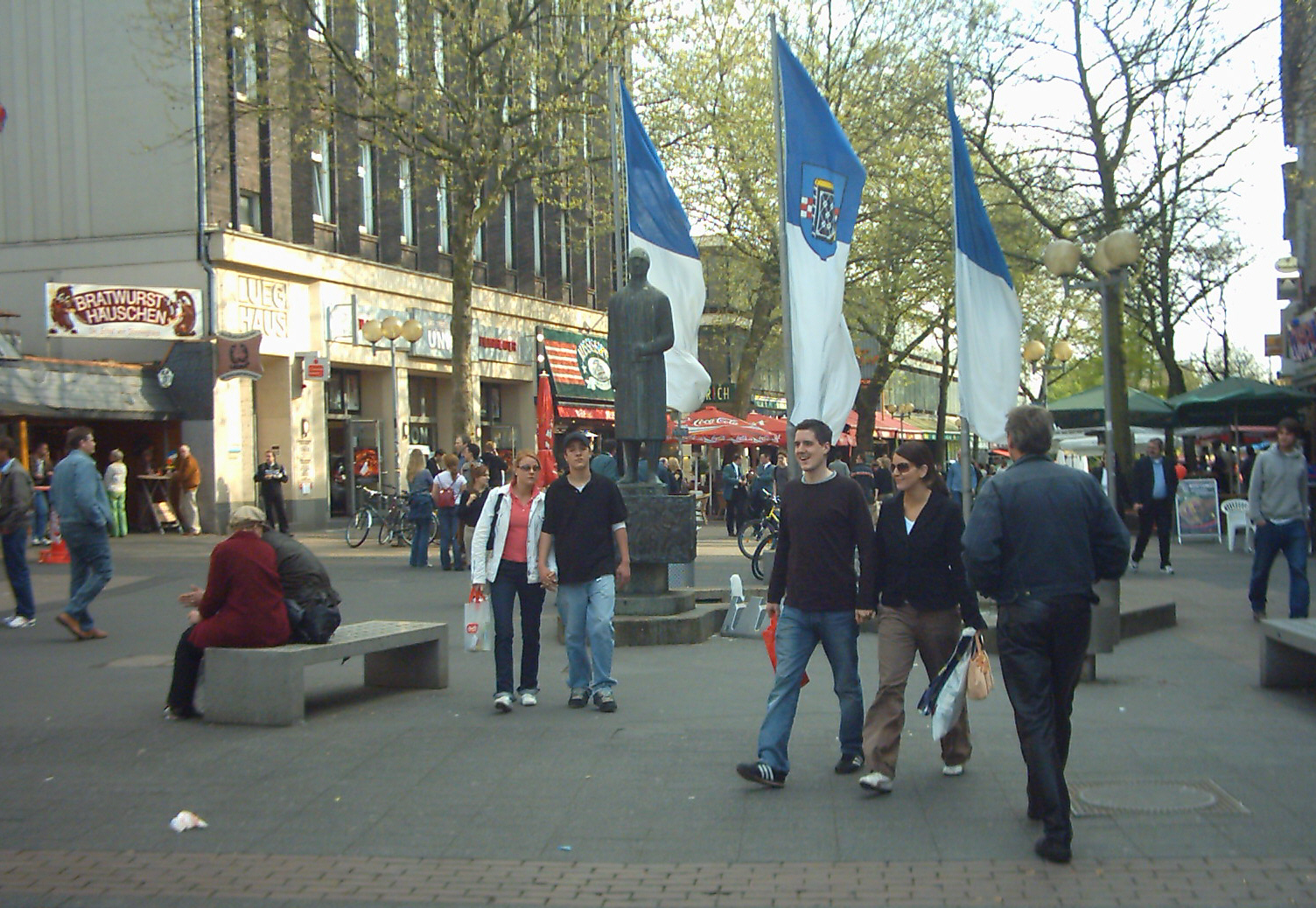
Kortumstraße vom Engelbertbrunnen aus gesehen. Links ist das Bratwursthäuschen und das Friedrich-Lueg-Haus mit dem Union-Filmtheater zu sehen (Foto aus dem Jahr 2005)

Der Imbissstand wurde 1952 von der Bochumer Fleischerei Dönninghaus gegründet, die auf diese Weise einen Teil ihrer Produkte vertrieb. 1983 ging die Bude in den Besitz von Georg Gottwald über. Dönninghaus blieb jedoch der Wurstlieferant und ist das bis heute. Im Zuge verschiedener Um- und Ausbaumaßnahmen, insbesondere in den Jahren 2002 und 2010, wich der ursprünglich kleine, holzvertäfelte Verkaufswagen einem mehr als doppelt so großen Holzhaus. Jahrzehntelang bot der Imbiss ausschließlich Brat- und Currywürste an. Seit 2010 sind auch Pommes frites und andere Speisen erhältlich.
Seit 2006 werden die Produkte vom Bratwursthaus auch über die offizielle Homepage für den deutschlandweiten Versand angeboten. Ein Vertrieb in der Schweiz sowie der Bratwursthaus Shop in der Bessemerstr. 85 sind inzwischen ebenfalls fester Bestandteil.

## Rezeption
Überregionale Bekanntheit erlangte das Bratwursthaus vor allem durch den Song Currywurst des in Bochum aufgewachsenen Musikers Herbert Grönemeyer. Der Text stammt von Diether Krebs, die Musik von Jürgen Triebel. Zwar wird das Bratwursthaus im Lied nicht explizit erwähnt, die Künstler erklärten jedoch mehrfach, dass sie zu dem Lied durch regelmäßiges gemeinsames Currywurstessen am Bratwursthaus während ihrer gemeinsamen Zeit am nahegelegenen Bochumer Schauspielhaus inspiriert worden seien. 2004 wurde vor dem Brautwursthaus ein vom WDR produziertes Video zum Song gedreht. Grönemeyer erklärte im April 2011 noch einmal, die beste Currywurst gebe es „neben dem Union Filmtheater in Bochum.“
Die Imbissbude ist seit Jahren fester Bestandteil von Reiseführern über das Ruhrgebiet im Allgemeinen und Bochum im Speziellen und wird regelmäßig in Medienberichten und TV-Reportagen erwähnt und gezeigt.